# Vallejera de Riofrío
Vallejera de Riofrío è un comune spagnolo di 51 abitanti situato nella comunità autonoma di Castiglia e León.